# Skotsk självständighet

Skottland (i mörkblått) i Storbritannien (ljusblått).

Opinionsundersökningar: Grön=ja, röda=nej. Opinionsundersökningar visade 2014 en övervikt för nej-sidan.

Skotsk självständighet är ett mål som förespråkas av vissa politiska rörelser som vill att Skottland ska utträda ur Storbritannien och bli självständigt, som det var före Acts of Union 1707. Flera av Skottlands stora politiska partier förespråkar unionsutträde, bland annat Scottish National Party.
Folkomröstningen om skotsk självständighet ägde rum 18 september 2014, där nej-sidan vann.

## Villkor
Det var oklart vad som skulle hända med Skottland i förhållande till Europeiska unionen om riksdelen lämnade Storbritannien. EU-kommissionen och de flesta bedömare anser att Skottland måste ansöka om medlemskap på det vanliga sättet, men att det kommer att gå relativt lätt, eftersom Skottland redan uppfyller EU:s direktiv, även om man kan behöva ge upp existerande undantag. Det blev tydligare när Storbritannien lämnade EU 2020.
Man har funderat på om Skottland kan använda det brittiska pundet som valuta, eller ska bilda en egen valuta, eller anta euron. Irland blev självständigt 1921 och behöll då det brittiska pundet, men övergick senare till en egen valuta och sedan till euron. Storbritanniens finansminister säger att Skottland inte får använda det brittiska pundet utan måste bilda en egen valuta. Att anta euron kan bara göras flera år efter EU-medlemskapet.
Storbritannien är inte med i Schengensamarbetet, har gränskontroller mot övriga EU-länder (utom Irland) och egna visumbestämmelser. Skottland behöver som EU-medlem få samma undantag om man inte vill ha passkontroll vid gränsen mot England.
I samband Storbritannien utträde ur EU 2016–2020 har frågan debatterats trots att folkomröstningen gav ett nej. Uttrycket "indyref2" har etablerats om en andra omröstning. Opinionsundersökningar under 2017–2019 har dock visat att en majoritet skulle rösta nej i en andra omröstning. Detta ändrades dock under 2020 då stödet för självständighet ökade.